# Heteragrion alienum
Heteragrion alienum – gatunek ważki z rodziny Heteragrionidae. Występuje na terenie Ameryki Środkowej.